# Campus de Zamora
El Campus  de Zamora es un campus universitario localizado en la ciudad de Zamora (España). Oferta estudios de pregrado en derecho, ingeniería, ciencias de la salud y magisterio. Pertenece a la Universidad de Salamanca.

## Información académica

### Organización
El Campus de Zamora se  organiza en escuelas universitarias. Estas, a su vez, se dividen en departamentos. El Campus está conformado por cuatro escuelas: Enfermería, Magisterio, Politécnica y Relaciones Laborales.

## Instalaciones

### Bibliotecas
La Biblioteca Claudio Rodríguez del Campus de Zamora cuenta con un fondo bibliográfico de 31.488 volúmenes y suscripción a 266 publicaciones periódicas. La biblioteca ocupa una superficie de 1.511 m² y dispone de 394 puestos de lectura y 23 ordenadores de uso público.

## Comunidad

### Estudiantes
En el curso 2012-2013, el Campus de Zamora contaba con 2.728 estudiantes.